# 第40軍 (日本軍)
第40軍（だいよんじゅうぐん）は、大日本帝国陸軍の軍の一つ。

## 沿革
大東亜戦争（太平洋戦争・第二次世界大戦）末期、帝國陸軍は絶対国防圏の要石とされたサイパンを失い、フィリピン戦線のレイテ島の戦いにも失敗。日本本土への連合国軍上陸（日本陸軍省コードネーム決号作戦、米軍コードネームオリンピック作戦）の可能性がすぐそこまで迫っていた。
1945年（昭和20年）1月8日、台湾台南州嘉義市で編成完結。同月16日に第10方面軍戦闘序列に編入された。5月14日に南九州の防衛強化のため、司令部を鹿児島県日置郡伊集院町に移した。本土決戦に突入した場合、アメリカ合衆国陸軍を中心とする連合国軍の南九州上陸作戦で適地になると予想された鹿児島県の東シナ海沿岸の守りに備える狙いであった。同じ鹿児島県の薩摩半島から多くが出撃した特別攻撃隊の振武隊や、大隅半島を担当した第57軍、北部九州担当の第54軍などとともに、連合国軍の九州上陸に備えていた。

ところが同年8月15日、第42代内閣総理大臣鈴木貫太郎がポツダム宣言を受諾して帝國陸海軍は降伏。これを受けて連合軍の九州南部上陸は無くなり、本軍団は当地で武装解除させられ、当初の設立目的だった本土決戦で活躍することなく、その任務を終えた。

## 軍概要

### 司令官
- 中沢三夫中将（陸士24期）：1945年（昭和20年）1月12日 - 終戦

### 参謀長
- 安達　久少将（陸士33期）：1945年（昭和20年）1月12日 - 終戦

### 最終司令部構成
- 司令官：中沢三夫中将
- 参謀長：安達　久少将
- 高級参謀：市川治平大佐
- 参謀：戸梶金次郎少佐
- 高級副官：臼井一男中佐

### 最終所属部隊
- 第146師団：坪島文雄中将[1]
- 第303師団：石田栄熊中将[2]
- 独立混成第125旅団：倉橋尚少将[3]
- 第4砲兵司令部：藤山朝章少将（最終位置：川内）
  - 独立野砲兵第9連隊：奈良太郎大佐　
  - 野戦重砲兵第28連隊：山根寅雄中佐　
  - 野戦重砲兵第20大隊：大井勇三中佐
  - 独立重砲兵第44大隊：末次泰輔少佐
  - 自走砲第8大隊 　 　 　
  - 迫撃砲第21大隊：岡本佐喜男少佐
  - 迫撃砲第24大隊：鴨木　甫少佐　
  - 迫撃砲第25大隊：中村平八大尉

其他直轄部隊
- 独立工兵第104大隊
- 独立工兵第122大隊
- 電信第43連隊：岸道郎少佐